# 中島英樹
中島 英樹（なかじま ひでき、1961年8月30日 - 2022年2月3日 埼玉県久喜市出身）は、日本のアートディレクター、グラフィックデザイナー。国際グラフィック連盟会員。東京ADC会員。

## 略歴
1961年8月30日 埼玉県久喜市に生まれる。デザインの専門教育は受けていない。複数のデザイン事務所を経たのち清水正己デザイン事務所で雑誌『Cut』のチーフデザイナーを務め、ロッキング・オンを経て、1995年に有限会社中島デザインを設立。
2022年2月3日、動脈硬化による脳梗塞のため死去。60歳没。

## 主な作品

### ブックデザイン・エディトリアルデザイン
- 講談社現代新書

- 荒木経惟、森山大道、上田義彦らの写真集
- 雑誌『Cut』
- 雑誌『DUNE』

### ジャケットデザイン
- 坂本龍一のCDジャケットデザイン[2]

### ロゴデザイン
- 日本酒『IWA』
- Eテレ『ETV特集』

### アートディレクション
- シュウウエムラ[2]
- ヨウジヤマモト
- Matsuda
- ISSEI MIYAKE
- VIA BUS STOP

## 主な受賞

### 国内
- 東京ADC賞（1999年）[2]
- 東京ADC原弘賞（2007年）
- 東京TDCグランプリ（2006年）
- 東京TDC賞（2008年）
- 第34回講談社出版文化賞 ブックデザイン賞（2003年）
- 第49回造本装幀コンクール 東京都知事賞（2015年）
- 第52回造本装幀コンクール 日本書籍出版協会 理事長賞 芸術書部門（2018年）
- 第57回全国カタログ展 経済産業大臣賞（2015年）

### 海外
- ニューヨークADC金賞（1996年、1998年、2000年、2001年）
- ニューヨークADC銀賞（1996年、1997年、1998年、1999年）
- ニューヨークTDC 審査員 WHY NOT ASSOCIATES賞 （2006年）
- ブルノビエンナーレ ベスト・デザイン賞（2000年）
- シカゴアテナイオン グッドデザイン賞（2001年）
- シカゴアテナイオン イオン賞（2009年）
- ニンボーポスタービエンナーレ インターナショナルジュリー ワン・シュウー賞（2004年）
- 香港ポスタービエンナーレ 銀賞（2010年）

## 個展
- 2000年 「RAW LIFE+SAMPLED LIFE展」（PROGETTO、東京）
- 2004年 「中島デザイン展」（広州美術館、中国・広州）
- 2006年 「CLEAR in the FOG」中島英樹展」（ギンザ・グラフィック・ギャラリー、東京）
- 2006年 「CLAER in the FOG 2」（Art Zone、京都）
- 2008年 「Infinite Libraries & Re-CitF」（G/P Gallery、東京）
- 2009年 （The OCT Art & Design Gallery、中国・深圳）
- 2010年 「re-street view/line 中島英樹展」（G/P Gallery、東京）
- 2011年 「中島英樹デザイン展」（& Salon、マカオ）
- 2012年 「HIDEKI NAKAJIMA 1992-2012」（DAIWA PRESS VIEWING ROOM、広島）
- 2018年 「UNREAL SCENE: HIDEKI NAKAJIMA」（Transwhite Studio、中国・杭州、上海）
- 2019年 「HIDEKI NAKAJIMA: MADE in JAPAN. TOKYO -UK edition」（シェフィールド・ハラム大学（英語版） 、イギリス）
- 2019年 「HIDEKI NAKAJIMA: MADE in JAPAN. TOKYO -HAWK edition」（HAWK大学（英語版）、ドイツ）
- 2020年 「HIDEKI NAKAJIMA: MADE in JAPAN. TOKYO -Berlin edition」（Berlin Center For Visual Arts、ドイツ）

## 作品所蔵
- ニューヨーク近代美術館（アメリカ）
- ボストン大学（アメリカ）
- チューリッヒ美術館（スイス）
- オスロ大学（ノルウェー）
- フランス国立図書館（フランス）
- Musee de l'imprimerie（フランス）
- The OCT Art & Design Gallery（中国）
- 広東美術館（中国）
- 現代グラフィックアートセンター CCGA（福島）

## 著書
- 1999年 「REVIVAL」(作品集）ロッキング・オン
- 2000年 「Graphic Wave 5」共著：秋山具義／タイクーングラフィックス／中島英樹 ギンザ・グラフィック・ギャラリー
- 2001年 「中島英樹の仕事と周辺」六耀社
- 2002年 「S/N」code （坂本龍一とのコラボレーション）
- 2006年 「CLEAR in the FOG」ロッキング・オン
- 2006年 「ggg Books-78 HIDEKI NAKAJIMA」ギンザ・グラフィック・ギャラリー
- 2007年 「CLEAR in the FOG 2」誠文堂新光社
- 2007年 「ESSAY IN IDLESS Kenko Yoshida」東京TDC BCCKS
- 2008年 「文字とデザイン TYPO-GRAPHICS」 誠文堂新光社
- 2012年 「NAKAJIMA HIDEKI 1992−2012」二見書房
- 2021年 「HIDEKI NAKAJIMA: MADE in JAPAN」（限定1500 部）

## 担当した審査
- 1997年 第76回 ニューヨークADC
- 1998年 第44回 ニューヨークTDC
- 2001年～ 東京ADC
- 2002年～2018年 東京TDC（理事を兼任）
- 2005年 香港デザイナーズアソシエイションアワード05 グラフィック部門　ほか